# Super 10 2005-2006
Il Super 10 2005-06 fu il 76º campionato nazionale italiano di rugby a 15 di prima divisione.
Si tenne dal 3 settembre 2005 al 27 maggio 2006 tra 10 squadre; per esigenze di sponsorizzazione chiamato Findomestic Super 10, vide tra le novità di rilievo la qualificazione della relativamente nuova GRAN Parma (nata nel 1999 dall'unione delle prime squadre di Amatori Parma e Noceto) ai play-off.
La finale fu, per la quarta stagione consecutiva, tra Benetton e Calvisano; per quest'ultima si trattò, in particolare, della sesta gara-scudetto a seguire.
Disputatosi al Brianteo di Monza, l'ultimo atto del campionato vide prevalere Treviso che capitalizzò per tutta la gara la meta in apertura dell'inglese Stuart Legg, affidandosi poi ai calci di Andrea Marcato (12 punti per lui), mentre Calvisano fece conto sui 12 punti marcati dal sudafricano Herkie Kruger (3 piazzati e un drop).
Alla partita fece seguito un accenno di rissa che coinvolse il pilone argentino di Treviso, Hernán Mazino, e l'italiano Paolo Vaccari, in forza al Calvisano, all'ultimo incontro della sua carriera; nella colluttazione che ne seguì riportò un infortunio anche il mediano di mischia trevigiano Alessandro Troncon, a sua volta alla sua ultima partita con il Benetton e in procinto di trasferirsi al Clermont in Francia.
Il Giudice Sportivo, in seguito, sanzionò Mazino con 13 mesi di squalifica e condannò il Benetton a 2 000 euro di multa e due giornate di squalifica del campo; tutte le sanzioni non pecuniare decorsero dalla prima giornata del campionato successivo.
Con la vittoria in tale campionato il Benetton giunse a 12 scudetti; la società trevigiana staccò quindi Rovigo e Petrarca, rimaste a 11, e si impose come seconda assoluta nella classifica dei titoli vinti, a sei lunghezze di distanza dall'Amatori Milano, a quota 18.
A retrocedere in serie A fu invece il Veneziamestre. L'Amatori Catania, penalizzato di 4 punti in estate a causa dell'incompleta attività giovanile svolta durante la precedente stagione 2004-05, iniziò la stagione regolare con tale handicap raggiungendo un apice di -8 punti di penalità, poi nuovamente ridotto dopo la conciliazione tra FIR e Società etnea.
Da segnalare, infine, il Parma, che vinse lo spareggio italo-celtico contro il Newport G.D. e si qualificò per la prima volta alla Heineken Cup; fu la prima e a tutt'oggi unica volta che il campionato italiano espresse tre squadre nella massima rassegna rugbistica europea per club.

## Squadre partecipanti
| Club            | Sponsor                         | Città     | Impianto interno                |
| --------------- | ------------------------------- | --------- | ------------------------------- |
| Amatori Catania |                                 | Catania   | Stadio Santa Maria Goretti      |
| L’Aquila        | Conad (grande distribuzione)    | L'Aquila  | Stadio Tommaso Fattori          |
| Benetton        | Benetton (abbigliamento)        | Treviso   | Stadio di Monigo                |
| Calvisano       | Ghial (alluminio e profilati)   | Calvisano | Stadio San Michele              |
| GRAN Parma      | SKG (climatizzazione auto)      | Parma     | Stadio Sergio Lanfranchi        |
| Parma           | Overmach (meccanica)            | Parma     | Stadio Sergio Lanfranchi        |
| Petrarca        | Carrera (abbigliamento)         | Padova    | Stadio Plebiscito               |
| Rovigo          | Adriatic LNG (rigassificazione) | Rovigo    | Stadio Mario Battaglini         |
| Veneziamestre   | Casinò di Venezia               | Venezia   | Campo comunale di Favaro Veneto |
| Viadana         | Arix (pulizia della casa)       | Viadana   | Stadio Luigi Zaffanella         |

## Stagione regolare

### Risultati
| 3/4-9-2005 | 1ª/10ª giornata                 | 3-12-2005 |
| ---------- | ------------------------------- | --------- |
| 32-14      | Viadana — L'Aquila              | 9-14      |
| 18-33      | Petrarca — Benetton             | 22-28     |
| 16-12      | Calvisano — GRAN Parma          | 20-21     |
| 33-29      | Parma — Rovigo                  | 18-19     |
| 22-20      | Veneziamestre — Amatori Catania | 16-48     |
|            |                                 |           |
| 21-9-2005  | 4ª/13ª giornata                 | 1-4-2006  |
| 20-14      | Benetton — Viadana              | 21-14     |
| 51-7       | Petrarca — Veneziamestre        | 12-26     |
| 38-3       | Calvisano — Rovigo              | 20-17     |
| 21-19      | GRAN Parma — Parma              | 31-24     |
| 29-28      | L'Aquila — Amatori Catania      | 19-29     |
|            |                                 |           |
| 8-10-2005  | 7ª/16ª giornata                 | 22-4-2006 |
| 8-21       | Amatori Catania — Viadana       | 20-15     |
| 14-8       | Rovigo — Petrarca               | 19-22     |
| 25-26      | L'Aquila — Calvisano            | 7-55      |
| 26-18      | GRAN Parma — Benetton           | 10-23     |
| 18-21      | Veneziamestre — Parma           | 5-49      |

| 10-9-2005     | 2ª/11ª giornata             | 7-1-2006    |
| ------------- | --------------------------- | ----------- |
| 36-42         | GRAN Parma — Viadana        | 9-13        |
| 16-34         | Petrarca — Calvisano        | 21-22       |
| 35-18         | Amatori Catania — Rovigo    | 7-44        |
| 17-28         | L'Aquila — Parma            | 27-37       |
| 57-7          | Benetton — Veneziamestre    | 24-9        |
|               |                             |             |
| 25/26-9-2005  | 5ª/14ª giornata             | 8/10-4-2006 |
| 31-33         | Viadana — Petrarca          | 30-11       |
| 25-37         | Amatori Catania — Calvisano | 19-23       |
| 26-25         | Rovigo — L'Aquila           | 27-52       |
| 21-23         | Veneziamestre — GRAN Parma  | 20-17       |
| 22-33         | Parma — Benetton            | 12-22       |
|               |                             |             |
| 15/17-10-2005 | 8ª/17ª giornata             | 29-4-2006   |
| 36-13         | Viadana — Veneziamestre     | 23-18       |
| 34-29         | Petrarca — L'Aquila         | 23-14       |
| 25-29         | Calvisano — Parma           | 15-17       |
| 38-15         | GRAN Parma — Rovigo         | 37-22       |
| 55-7          | Benetton — Amatori Catania  | 41-0        |

| 16/17-9-2005 | 3ª/12ª giornata              | 25/27-3-2006 |
| ------------ | ---------------------------- | ------------ |
| 33-10        | Viadana — Calvisano          | 20-36        |
| 31-23        | Parma — Petrarca             | 29-9         |
| 11-18        | Rovigo — Benetton            | 13-17        |
| 20-26        | Amatori Catania — GRAN Parma | 26-32        |
| 13-20        | Veneziamestre — L'Aquila     | 20-26        |
|              |                              |              |
| 1-10-2005    | 6ª/15ª giornata              | 15-4-2006    |
| 54-31        | Viadana — Rovigo             | 37-27        |
| 17-16        | Petrarca — GRAN Parma        | 19-24        |
| 55-21        | Calvisano — Veneziamestre    | 27-22        |
| 60-27        | Parma — Amatori Catania      | 27-26        |
| 53-10        | Benetton — L'Aquila          | 36-6         |
|              |                              |              |
| 5-11-2009    | 9ª/18ª giornata              | 6-5-2006     |
| 25-19        | Parma — Viadana              | 20-44        |
| 21-8         | Amatori Catania — Petrarca   | 27-24        |
| 12-12        | Calvisano — Benetton         | 20-45        |
| 20-25        | Veneziamestre — Rovigo       | 28-19        |
| 26-36        | L'Aquila — GRAN Parma        | 21-35        |

### Classifica
| Pos | Squadra         | G  | V  | N | P  | PF  | PS  | DP   | BMP | Pt |
| --- | --------------- | -- | -- | - | -- | --- | --- | ---- | --- | -- |
| 1   | Benetton        | 18 | 16 | 1 | 1  | 556 | 233 | +323 | 8   | 74 |
| 2   | Parma           | 18 | 12 | 0 | 6  | 501 | 410 | +91  | 10  | 58 |
| 3   | Calvisano       | 18 | 12 | 1 | 5  | 491 | 365 | +126 | 8   | 58 |
| 4   | GRAN Parma      | 18 | 12 | 0 | 6  | 450 | 382 | +68  | 9   | 57 |
| 5   | Viadana         | 18 | 11 | 0 | 7  | 487 | 366 | +121 | 12  | 56 |
| 6   | Petrarca        | 18 | 6  | 0 | 12 | 371 | 438 | −67  | 8   | 32 |
| 7   | Rovigo          | 18 | 5  | 0 | 13 | 379 | 507 | −128 | 8   | 28 |
| 8   | Amatori Catania | 18 | 6  | 0 | 12 | 396 | 517 | −121 | 4   | 28 |
| 9   | L’Aquila        | 18 | 5  | 0 | 13 | 381 | 547 | −166 | 7   | 27 |
| 10  | Veneziamestre   | 18 | 4  | 0 | 14 | 306 | 553 | −247 | 8   | 24 |

### Spareggi per l'European Challenge Cup 2006-07
| Viadana 13 maggio 2006, ore 16 UTC+2 | Viadana               | 34 – 19 | Amatori Catania | Stadio Luigi Zaffanella\| Arbitro: \| Mauro Dordolo (Udine) \| |
| Arbitro:                             | Mauro Dordolo (Udine) |         |                 |                                                                |

| Padova 13 maggio 2006, ore 16 UTC+2 | Petrarca             | 41 – 22 | Rovigo | Stadio Plebiscito\| Arbitro: \| Simone Sironi (Roma) \| |
| Arbitro:                            | Simone Sironi (Roma) |         |        |                                                         |

## Play-off
|  | Semifinali | Semifinali | Semifinali | Semifinali | Semifinali |  |  | Finale    | Finale    | Finale |  |
|  |            |            |            |            |            |  |  |           |           |        |  |
|  | 4          | GRAN Parma | 23         | 5          | 28         |  |  |           |           |        |  |
|  | 1          | Benetton   | 31         | 38         | 69         |  |  | Benetton  | Benetton  | 17     |  |
|  | 3          | Calvisano  | 34         | 16         | 50         |  |  | Calvisano | Calvisano | 12     |  |
|  | 2          | Parma      | 20         | 21         | 41         |  |  |           |           |        |  |

### Semifinali
| Arbitro: | Maurizio Vancini (Milano) |

|                         |      |                                                   |
| MacLeod 18’ Damiani 62’ | mt   | 32’ Costanzo 37’ Williams 67’ Kingi 80+1’ Pizarro |
| Wakarua 18’, 62’        | tr   | 32’, 37’, 67’, 80+1’ Marcato                      |
| Wakarua 1’, 59’, 72’    | c.p. |                                                   |
|                         | drop | 10’ Williams                                      |

| Arbitro: | Giulio De Santis (Roma) |

|                                      |      |                                   |
| Little 24’ Intoppa 29’ Canavosio 65’ | mt   | 80+2’ tecnica                     |
| Little 24’ Kruger 65’                | tr   |                                   |
| Little 15’, 18’ Kruger 28’, 43’, 72’ | c.p. | 13’, 33’, 41’, 50’, 58’ Mazzariol |

| Arbitro: | Paolo Ventura (Roma) |

|                                            |      |              |
| tecnica 51’ Williams 64’, 68’ Mazino 80+1’ | mt   | 15’ Villagra |
| Marcato 51’, 64’, 68’                      | tr   |              |
| Marcato 7’, 19’, 40+2’, 45’                | c.p. |              |

| Arbitro: | Stefano Mancini (Frascati) |

|                                     |      |                           |
| Pascu 11’ Mazzariol 54’ tecnica 70’ | mt   | 63’ Vodo                  |
| Mazzariol 11’, 54’, 70’             | tr   | 63’ Kruger                |
|                                     | c.p. | 4’, 17’ Little 40’ Kruger |

### Finale
| Arbitro: | Carlo Damasco (Napoli) |

|                            |      |                      |
| Legg 7’                    | mt   |                      |
| Marcato 20’, 28’, 44’, 59’ | c.p. | 22’, 49’, 77’ Kruger |
|                            | drop | 17’ Kruger           |

## Verdetti
- Benetton: campione d'Italia;
- Benetton, Calvisano e Parma: qualificate alla Heineken Cup;
- GRAN Parma, Viadana e Petrarca: qualificate all'European Challenge Cup;
- Veneziamestre: retrocessa in serie A.